# Championnats du monde de course d'orientation 2021
Navigation
Édition précédente Édition suivante
Les championnats du monde de course d'orientation 2021, trente-sixième édition des championnats du monde de course d'orientation, ont lieu du 3 au 9 juillet 2021 à Doksy, en Tchéquie.
Du fait de l'exclusion de la Russie par le Tribunal arbitral du sport de toutes compétitions internationales jusqu'en décembre 2022 en raison d'un scandale de dopage d'État, les coureurs russes ne peuvent représenter officiellement la Russie. Ils participent donc de manière « neutre » à la compétition.

## Podiums
| Épreuves                | Or                                                | Argent                                              | Bronze                                                     |
| ----------------------- | ------------------------------------------------- | --------------------------------------------------- | ---------------------------------------------------------- |
| Femmes Sprint           | Tove Alexandersson (SWE)                          | Natalia Gemperle (Athlètes neutres)                 | Maja Alm (DEN)                                             |
| Femmes Moyenne distance | Tove Alexandersson (SWE)                          | Andrine Benjaminsen (NOR)                           | Simona Aebersold (SUI)                                     |
| Femmes Longue distance  | Tove Alexandersson (SWE)                          | Natalia Gemperle (Athlètes neutres)                 | Simona Aebersold (SUI)                                     |
| Femmes Relais           | Suède Lisa Risby Sara Hagström Tove Alexandersson | Suisse Elena Roos Sabine Hauswirth Simona Aebersold | Norvège Marie Olaussen Kamilla Steiwer Andrine Benjaminsen |

| Épreuves                | Or                                               | Argent                                                            | Bronze                                               |
| ----------------------- | ------------------------------------------------ | ----------------------------------------------------------------- | ---------------------------------------------------- |
| Hommes Sprint           | Isac von Krusenstierna (SWE)                     | Kasper Fosser (NOR)                                               | Tim Robertson (NZL)                                  |
| Hommes Moyenne distance | Matthias Kyburz (SUI)                            | Gustav Bergman (SWE)                                              | Ruslan Glibov (UKR)                                  |
| Hommes Longue distance  | Kasper Fosser (NOR)                              | Matthias Kyburz (SUI)                                             | Magne Daehli (NOR)                                   |
| Hommes Relais           | Suède Albin Ridefelt William Lind Gustav Bergman | Norvège Gaute Hallan Steiwer Kasper Harlem Fosser Eskil Kinneberg | Suisse Martin Hubmann Florian Howald Matthias Kyburz |

| Épreuves            | Or                                                                | Argent                                                                            | Bronze                                                        |
| ------------------- | ----------------------------------------------------------------- | --------------------------------------------------------------------------------- | ------------------------------------------------------------- |
| Mixte Relais Sprint | Suède Tove Alexandersson Emil Svensk Gustav Bergman Sara Hagström | Norvège Victoria Hæstad Bjørnstad Audun Heimdal Kasper Fosser Andrine Benjaminsen | Suisse Simona Aebersold Joey Hadorn Martin Hubmann Elena Roos |

## Tableau des médailles
| Rang  | Nation           | Or | Argent | Bronze | Total |
| ----- | ---------------- | -- | ------ | ------ | ----- |
| 1     | Suède            | 7  | 1      | 0      | 8     |
| 2     | Norvège          | 1  | 4      | 2      | 7     |
| 3     | Suisse           | 1  | 2      | 4      | 7     |
| 4     | Athlètes neutres | 0  | 2      | 0      | 2     |
| 5     | Danemark         | 0  | 0      | 1      | 1     |
| 5     | Nouvelle-Zélande | 0  | 0      | 1      | 1     |
| 5     | Ukraine          | 0  | 0      | 1      | 1     |
| Total | Total            | 9  | 9      | 9      | 27    |